# 鬼頭由芽
鬼頭 由芽（きとう ゆめ、1987年9月20日 - ）は、兵庫県西宮市出身のディスクジョッキー。プラスプラス所属。血液型A型。既婚。

## 経歴
大阪教育大学教育学部附属高等学校池田校舎を経て、関西学院大学文学部に入学。

### FM802 パーソナリティ時代
2007年、大学在学中にFM802DJオーディションに合格。当時、局内では最年少のDJだった。金曜夕方の『DRIVE IN JAPAN』では、FM802を代表して細川茂樹のパートナーを務め、若手パーソナリティながらJFL5局デビューを果たした。
2010年3月に関西学院大学文学部卒業。
DJデビュー後の数年間はほぼFM802のみ出演していたが、2013年11月から2014年3月までZIP-FMのミュージック・ナビゲーターを務めたほか、2014年10月からはytvのお昼のスポーツミニ番組『あすリート』のナレーションを担当した。
2018年3月、入籍を発表。
2020年7月11日放送の「ROCK KIDS 802 -YUME GO AROUND-」において、自身が妊娠8ヶ月であり、9月に出産予定であることが発表された。同時に、7月31日の放送をもって、FM802の番組終了、パーソナリティ活動の休業も発表された。

### 休業～パーソナリティ復帰
2020年9月、長男となる男児を出産。
2023年4月、JFN系列『レコレール』の水曜・木曜パーソナリティを担当。育児休業後初のレギュラー担当プログラムとなる。

## 人物
- 大学では英語を専攻[6]。
- ロックが好きで、番組内でのライブレポートもロックバンドが中心である。
- 映画とお笑いが好き。「バレンタインに見たい映画は？」と聞かれた際には『ペネロピ』などの恋愛映画についても語っていた。
- 学生時代には陸上部のマネージャーをやっていた。
- 過去に居酒屋でバイトしていたことがある[1]。

## 現在の出演番組
JFN
- レコレール（月-木 13:30 - 15:55、2023年4月 - ）（水-木担当）

tfm
- WEEKLY ARTIST FILE（金 23:00 - 23:55、2025年8月 - ）

## 過去の出演番組
FM802
- 802.DJ INDEX（金 21:00 - 23:00、2008年10月 - 12月）

アシスタント。メインDJは飯室大吾。
- HYPER ACTIVE? OH!YAH!ZEE! MARK'E（月 - 木 24:00 - 27:00）

番組内コーナー「思い出RADIO SHOW（毎週水曜日：- 2009年9月）
- FUNKY JAMS 802（火 27:00-30:00）

2007年10月 - 2009年9月は水曜日担当。2008年10月の改編以降は、J-POP中心だった選曲から洋楽邦楽問わずロック色の強い番組内容となり、構成も一新。時間ごとに区切られていたコーナーがなくなり、比較的融通の利く番組構成となった。
2009年10月 - 2010年3月は火曜日担当。3時台がロックの新譜中心、4時台は女性アーティスト中心の『YUME見る乙女クラブ』、5時台はニュースを取り入れるなど、朝を意識した内容になっている。
- Saturday Amusic Islands Afternoon Edition（土 12:00 - 18:00）

番組内コーナー「MUSIC CHALLENGE FLASH」（16:47 - 16:57）に、"SAKAIちゃん"として出演（ほぼ隔週）。
- NIGHT RAMBLER（火 25:00 - 28:00、2010年4月 - 2012年3月）
- ROCK KIDS 802（火 21:00 - 24:00、2012年4月 - 2013年3月）
- JOY SQU-AIR（土 18:00 - 21:00[7]、2011年10月 - 2015年9月）
- DOCOMO OSAKAN HOT 100（日 12:00 - 15:00[8]、2013年4月 - 2015年9月）
- ROCK KIDS 802 -YUME GO AROUND-（金 21:00 - 23:48・土 22:00 - 25:00、2015年10月 - 2020年7月)

その他
- Kiraria ビューティコンシェルジュ（毎日放送 火 25:55-26:10、2010年10月 - 2011年3月）ナビゲーター（第1 - 12回）、ナレーション（第13 - 最終回）
- OPENER（ZIP-FM、金 14:00-16:00、2013年11月） - 都竹悦子の産休に伴うピンチヒッター[9]
- あすリート（ytv 土 11:35 - 11:45、2014年10月 - 2018年3月[10]）ナレーション
- パーマ大佐・鬼頭由芽 music toy box[11]（FM NACK5、12:55 - 15:55、2019年6月23日・2020年6月7日・2021年6月6日）